# Pasmo Daleszyckie
Pasmo Daleszyckie – pasmo Gór Świętokrzyskich, zbudowane ze skał kambryjskich i dewońskich, pokryte w większości lasem jodłowym. Ciągnie się od rzeki Lubrzanki, przez przełom rzeki Warkocz i dalej na południe w kierunku Słopca i Belnianki. Część pomiędzy stosunkowo głęboko wciętymi dolinami rzecznymi Lubrzanki i Warkocza stanowią tzw. grupę Otrocza. Tworzą ją wzniesienia o różnie ukierunkowanych liniach grzbietowych, zbudowane głównie z piaskowców i łupków staropaleozoicznych. We wschodniej części, na jednym ze zboczy opadających ku wsi Niestachów zlokalizowano kompleks narciarski. Przy południowo-wschodnich podnóżach Jabłonnej znajduje się nieczynny kamieniołom, w którym można oglądać odsłonięcia wapieni dewońskich
Przez pasmo przebiega  niebieski szlak turystyczny z Chęcin do Łagowa.

## Główne szczyty
- Jabłonna – 316 m n.p.m.
- Salkowa (Kranowska) – 308 m n.p.m.

tzw. grupa Otrocza:
- Otrocz – 372 m n.p.m.
- Kamienna Góra – 328 m n.p.m.
- Zdobiec – 319 m n.p.m.